# Соукуп, Франтишек
Франтишек Соукуп (чеш. František Soukup ) (род. 13 декабря 1983, Прага) — современный чешский композитор, музыкант и поэт-песенник.

## Биография
Родился в семье композитора Ондржея и поэтессы Габриэлы Соукупов.
Выпускник Метропольного университета в Праге. Специалист по международным отношениям и европейским исследованиям.

## Творчество
В 2005 году организовал музыкальную группу Nightwork. Солист и клавишник. Группа под его руководством выпустила три музыкальных альбома, последний из которых «Tepláky aneb kroky Františka Soukupa», удостоен нескольких музыкальных наград.
Пишет музыку и песни для кино и телевизионных фильмов, к рекламным роликам.

## Избранные произведения
- 2005 — On je žena (телевизионный сериал)
- 2005 — Panic je nanic (фильм, 8 из 12 песен, саундтрек)
- 2006 — Experti (фильм)
- 2006 — Prachy dělaj člověka (фильм)
- 2010 — Ženy v pokušení (фильм)
- 2011 — Veselé Velikonoce (для рекламной кампании Vodafone)
- 2012 — Signál (фильм)

В 2013 работает над мюзиклом «Ženy v pokušení».

## Музыкальные альбомы
- 2007 — Respectmaja
- 2008 — Respectmaja reedition
- 2010 — Tepláky aneb kroky Františka Soukupa